# 千葉縣第5區
千葉縣第5區是日本眾議院的選區，設立於1994年。

## 小選舉区選出議員
| 選舉名                 | 年     | 当選者       | 党派       | 選區範圍       |
| ---------------------- | ------ | ------------ | ---------- | -------------- |
| 第41屆眾議院議員總選舉 | 1996年 | 田中甲       | 民主党     | 浦安市、市川市 |
| 第42屆眾議院議員總選舉 | 2000年 | 田中甲       | 民主党     | 浦安市、市川市 |
| 第43屆眾議院議員總選舉 | 2003年 | 村越祐民     | 民主党     | 浦安市、市川市 |
| 第44屆眾議院議員總選舉 | 2005年 | 薗浦健太郎   | 自由民主党 | 浦安市、市川市 |
| 第45屆眾議院議員總選舉 | 2009年 | 村越祐民     | 民主党     | 浦安市、市川市 |
| 第46屆眾議院議員總選舉 | 2012年 | 薗浦健太郎   | 自由民主党 | 浦安市、市川市 |
| 第47屆眾議院議員總選舉 | 2014年 | 薗浦健太郎   | 自由民主党 | 浦安市、市川市 |
| 第48屆眾議院議員總選舉 | 2017年 | 薗浦健太郎   | 自由民主党 | 浦安市、市川市 |
| 第49屆眾議院議員總選舉 | 2021年 | 薗浦健太郎   | 自由民主党 | 浦安市、市川市 |
| 第49屆眾議院議員補選   | 2023年 | 英利阿麗菲亞 | 自由民主党 | 浦安市、市川市 |
| 第50屆眾議院議員總選舉 | 2024年 |              |            |                |